# Gran Incendi de Nova York (1776)
El Gran Incendi de Nova York de 1776 va ser un incendi devastador que va durar tota la nit del 21 al 22 de setembre de 1776 al costat oest del que aleshores conformava la ciutat de Nova York, a l'extrem sud de l'illa de Manhattan. Va coincidir amb l'ocupació militar de la ciutat per les forces britàniques durant la Guerra d'Independència dels Estats Units.

## Antecedents
El general nord-americà George Washington havia reconegut la inevitabilitat de la captura de la ciutat de Nova York, que llavors només ocupava l'extrem sud de Manhattan i havia retirat el gruix del seu exèrcit. Washington i alguns dels seus consellers van proposar cremar la ciutat com una forma de negar als britànics l'allotjament, les provisions i els subministraments de la ciutat. Amb tot, el Segon Congrés Continental va rebutjar la idea i l'Exèrcit Continental va abandonar la ciutat intacta, marxant cap al nord, a Harlem Heights, a l'extrem oposat de l'illa de Manhattan, a uns 16 quilòmetres. Posteriorment, George Washington va negar qualsevol coneixement de com s'havia iniciat l'incendi.

## Incendi
El 21 de setembre de 1776 les forces britàniques encapçalades pel general William Howe va ocupar la ciutat de Nova York. Durant les primeres hores del 21 de setembre un incendi va esclatar a la ciutat, molt probablement a la taverna Fighting Cocks, al carrer Whitehall. Els forts vents van estendre ràpidament les flames entre les atapeïdes cases i negocis. Els residents van sortir als carrers, agafant les possessions que podien i sols van trobar refugi als espais comunals coberts d'herba. El foc va continuar fins a les primeres llums del dia i finalment va consumir entre 400 i 500 edificis, al voltant d'una quarta part dels existents a la ciutat. Entre els edificis destruïts hi havia la Trinity Church, però no pas la Capella de Sant Pau. Personal naval britànic va lluitar contra el foc amb algun èxit. Després, els britànics van interrogar més de 200 sospitosos, però tots van ser alliberats.

## Conseqüències
Nathan Hale va ser arrestat a Queens per espionatge el mateix dia. Rumors sense fonament han intentat des de llavors vincular-lo amb l'incendi, però res indica que fos arrestat per cap altra cosa que per ser espia.
El general James Robertson va confiscar cases deshabitades de coneguts patriotes que havien sobreviscut a l'incendi i les va assignar a oficials britànics. A més, les esglésies no pertanyents a l'Església d'Anglaterra van ser convertides en presons o infermeries. Alguns dels soldats van ser allotjats amb famílies civils. Hi va haver una gran afluència de refugiats reialistes a la ciutat, cosa que va comportar una sobrepoblació. L'incendi va convèncer els britànics en què calia posar la ciutat sota la llei marcial abans de tornar el control a les autoritats civils.